# Starokatolička Crkva
Starokatolička Crkva je kršćanska vjerska zajednica nastala iz opozicije nekih njemačkih teologa na Prvom vatikanskom koncilu 1870. Oni su se usprotivili definiciji o papinskoj nepogrešivosti i primatu, te su tražili da se katolicizam »vrati na svoje stare oblike«. Odvojili su se od Rimokatoličke Crkve na kongresu u Münchenu 1871. Prvog starokatoličkog biskupa J. H. Reinkensa zaredio je Heykamp, jansenistički nizozemski biskup iz Deventera.  
Starokatoličke Crkve, odijeljenje od Rima, osnivane su na nacionalnom principu u Njemačkoj, Austriji, Poljskoj, Švicarskoj, SAD. U Njemačkoj pomagale su ih vlasti u doba Kulturkampfa. Surađuju s Jansenističkom Crkvom u Utrechtu (Utrechtska unija, 1889.).  
Starokatolici odbacuju svećenički celibat, nerazrješivost braka, tajnu ispovijed. Uvode pričest pod dvije prilike i narodni jezik u liturgiju. Svećenike i biskupe biraju sami vjernici na skupštinama župa i crkvenim saborima. Svi starokatolički biskupi okupljali su se svake dvije godine na sabor u Utrechtu, koji je sjedište starokatoličkog nadbiskupa.

## Povijest
Rimski papa Pio IX. na Vatikanskom saboru 18. 7. 1870. godine proglasio je, kao od Boga objavljenu istinu, novi nauk o svojoj nepogrešivosti i svevlasti nad cijelom Crkvom. Određen broj biskupa bio je u opoziciji tim naučavanjima na vatikanskom saboru. Biskupi hrvatskih zemalja iz Banovine i Hrvatskog primorja su stali uz opoziciju. U ime hrvatskih biskupa govorio je biskup Strossmayer gdje je izrekao pet govora protiv Papine nepogrešivosti i svevlasti. Strossmayerov nastup smatra se vrsnim primjerom govorništva. U predvečerje svečane sjednice 18. 7. 1870. godine svi biskupi opozicije, a tu su bili i hrvatski biskupi sa Strossmayerom na čelu, zaključili su da uopće neće doći na svečanu sjednicu već da će iste večeri otići iz Rima, a Papi će samo javiti da su napustili Rim, jer bi na svečanoj sjednici po savjesti morali glasati protiv novog nauka. Svi su potpisali pismenu izjavu te su istu večer otputovali iz Rima. Prema tradiciji na povratku iz Rima prvi put je spomenuta "Stara Crkva", a izrekao ju je Ignaz Dolinger kad je s nadbiskupom G. Scherom odlučio da se "prihvate posla" na što je Dolinger odgovorio "Za Staru Crkvu". S Odlukom o Papinoj svevlasti nisu se složili teolozi na teološkom fakultetu u Bonnu, Breslau, Pragu, Luzernu i Münchenu. Više od 300 delegata iz europskih zemalja sastaje se u Münchenu od 22. do 24. rujna 1871. godine na Prvom starokatoličkom kongresu na kojem je donesena odluka da se osnuje samostalna crkvena organizacija pod nazivom Starokatolička Crkva. Kongresu je predsjedavao Dr. Ivan Fr. Schulte.
Nakon kongresa 1871. godine u Münchenu širom Europe se osnivaju nacionalne Crkve pod imenom Starokatolička Crkva ili nekim drugim imenom. Nakon samo tri godine Njemačka broji oko 70 000, Švicarska 73 000, Austrija 20 000, Poljska 15 000 vjernika. Povod nastanku Hrvatske Starokatoličke Crkve uzima se kao izdavanje novog crkvenog zakonika Rimokatoličke crkve 1917. godine koji stupa na snagu 1918. godine. U tom zakoniku rimski papa Benedikt XV. proglašava, pod prijetnjom Božjeg prokletstva, sve sredovječne crkvene zakone obuhvaćene reformom koje su tražili kršćani katolici. Sljedeći razlog je proglašavanje Crkve latinskom s redovitom uporabom latinskog jezika, vrhovna uprava je talijansko-latinska. 
Samostalne starokatoličke Crkve bile su osnovane u Hrvatskoj (1922.), Sloveniji (1946.), Srbiji (1954.) i Bosni i Hercegovini (1965.). Starokatoličke Crkve također postoje u Slovačkoj i Češkoj.

## Hrvatska starokatolička Crkva
Starokatolička Crkva u Hrvatskoj osnovana je 1922. pod nazivom Hrvatska starokatolička Crkva, ali već se iduće godine cijepa na dvije Crkve: Hrvatska starokatolička Crkva i Hrvatska narodna starokatolička Crkva. Tek 1974. one se ponovo ujedinjuju pod imenom Hrvatska starokatolička Crkva.
Paralelno sa svećenicima koji su osnovali Starokatoličku Crkvu od 1919. djeluje i bivši fratar Božo Milošević koji osniva svoju Narodnu Crkvu.
Za provedbu i osnivanje Hrvatske Starokatoličke Crkve u Zagrebu je sazvan i održan prvi crkveni sabor (Sinoda) 21. i 22. siječnja 1924. godine. Na saboru je bilo nazočno 12 starokatoličkih svećenika i 16 izaslanika starokatoličkih općina i crkvenih organizacija. Jednoglasno je izabran Biskup Marko Kalogjera, pred saborom je položio propisanu zakletvu. Tako je provedeno osnivanje Hrvatske Starokatoličke Crkve, a izabranog Biskupa Marka Kalogjeru 25. veljače 1924. godine u Nizozemskoj u Utrechtu zaređuje Nadbiskup Nizozemske Starokatoličke Crkve Franja Kennick. Sinodalno vijeće šalje dokumente od 23. 1. 1924. i zaključke prvog Crkvenog sabora Ministarstvu Vera u Beogradu. Nadležno Ministarstvo prima odluke na znanje i saopćava da je suglasno s odlukama Sinode te da se putem Narodnih novina objavi isto. Objavljeno je 24. lipnja 1924. godine pod brojem 15.360. Ministarstvo također izjavljuje da ne postoje nikakve prepreke i da je suglasno da Crkva kao nacionalna Hrvatska Crkva u nazivu nosi hrvatsko ime. Ovim činom od državne vlasti službeno je priznata Hrvatska Starokatolička Crkva. 
Hrvatska starokatolička Crkva danas ima više stotina pripadnika, ponajviše u Zagrebu i Slavoniji (Šaptinovci).

### Organizacija
HSC je organizirana u župe kojima rukovode župna vijeća. Predstavnici svih župnih vijeća čine vrhovno tijelo koje se zove Sinodalno vijeće. Ono rukovodi radom Crkve, predstavlja Crkvu kod državnih organa, brine za svećenike i održava kontakte s Utrechtskom unijom. Predsjednik Sinodalnog vijeća je u pravilu laik. Trenutačni predsjednik Sinodalnog vijeća HSC-a jest Damir Boras.

## Vanjske poveznice
- službeno mrežno mjesto Hrvatske starokatoličke Crkve
- Zlatko Matijević: Otpali ili odbačeni anđeli?  Arhivirana inačica izvorne stranice od 27. rujna 2007. (Wayback Machine)
- Slovačka starokatolička Crkva
- Češka starokatolička Crkva